# Orus Jones

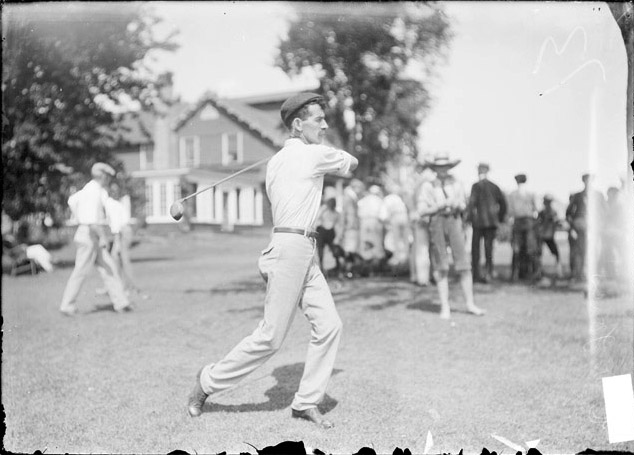
Imagem de Orus Jones.

Orus Jones (Jackson, 8 de março de 1867 — Denver, 10 de agosto de 1963) foi um golfista norte-americano que competiu no golfe nos Jogos Olímpicos de Verão de 1904, onde foi integrante da equipe norte-americana que conquistou a medalha de bronze. Ele terminou em vigésimo quinto nesta competição. No individual, ele terminou em décimo nono na qualificação e foi eliminado na primeira rodada do jogo por buraco.